# 실라칼라 암보사마네라
실라칼라 암보사마네라(싱할라어: සිලකලා අම්බොසමානේර, 507년 ~ 539년 3월 22일)는 아누라다푸라 왕국 모리야 왕조의 제8대 군주였다.

## 생애
우파티사 2세(495년에 죽은 카샤파 1세의 친적장손자)의 슬하 1남 5녀(6남매) 중 유일무이 서자(唯一無二 庶子)이자 막내로 출생한 그는 태어날 때부터 아누라다푸라 왕국의 몰락한 왕족 종실로 근신을 하다가 525년 8월 11일에 아버지 우파티사의 장인 어른이 아누라다푸라 왕국의 부총리대신(副總理大臣)에게 전달하여 새벽에 한 그릇으로 왕실 진상품(王室 進上品)으로 올린 얼음이 섞여져 시원한 코코야자 밀크를 재종조할아버지 시바 2세 군주가 제법 상당히 달게 마시고 나서는 결국 당일 아침에 복통을 호소하다가 끝내 시바 2세가 향년 37세로 갑자기 붕어한 직후 아버지 우파티사 2세가 아누라다푸라 왕국의 구세대 귀족들한테 보위 추대를 받으며 보령 39세로 군주 보위에 등극을 하면서 결국 이렇게 모갈라나 1세의 직손계가 495년 이후 30년여만인 525년에 사실상 정치적으로 일소되었으며 카샤파 1세의 직손계가 30년여만에 군주 보위 관련 정권을 차라리 되찾아 앙갚음이 섞인 설욕을 하는 계기가 되었지만 결국 이듬해(526년 8월 3일), 부왕(父王)인 우파티사 2세 군주도 갑자기 장티푸스에 걸려 향년 40세로 붕어하였다. 부왕(父王)이 붕어한 직후 부왕 우파티사의 유일무이 서자(唯一無二 庶子)인 실라칼라 암보사마네라 왕자(王子)가 아누라다푸라 왕국의 구세대 귀족들과 고급 신료들한테 보위 추대를 받으면서 보령 19세로 즉위를 하였다. 암보사마네라 군주는 제법 어진 정치를 펼치었으며 다른 한편으로는 즉위 2년차였던 528년 당시 5세였던 적장남(嫡長男)인 다타파부티 왕자(王子)를 왕태자(王太子)로 책봉하였지만 군주 보위 등극 13년차였던 539년 3월 22일 갑자기 폐결핵에 걸려 향년 32세로 붕어하였다. 탁월한 정치 감각을 지니었던 다타파부티 왕태자(Dathappabhuti 王太子)가 그의 보위를 이어 보령 16세로 즉위하자마자 섭정도 없이 친정을 펼치었다.

## 같이 보기
- 스리랑카의 역사